# Hugo Hergesell

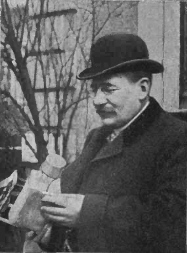
Hugo Hergesell

Hugo Emil Hergesell (* 29. Mai 1859 in Bromberg; † 6. Juni 1938 in Berlin) war ein deutscher Meteorologe und Geophysiker. Er zählt zu den Begründern der Aerologie als dem Teilgebiet der Meteorologie, das sich mit dem Studium der freien Atmosphäre beschäftigt, und war Mitbegründer und Vorstandsmitglied des Deutschen Luftschiffer-Verbands im Jahre 1902.

## Leben

### Ausbildung und erste Berufsjahre
Hugo Hergesell war der Sohn des Eisenbahnrechnungsrats Wilhelm Hergesell und dessen Frau Emma, geb. Lankau. Er studierte 1878 bis 1881 Mathematik, Physik und Geografie an der Kaiser-Wilhelm-Universität Straßburg und war danach bis zu seiner von Georg Gerland angeregten Promotion im Jahre 1887 als Gymnasiallehrer am Protestantischen Gymnasium in Straßburg tätig. Mit der Einrichtung eines meteorologischen Beobachtungsnetzes in Elsass-Lothringen beauftragt, schuf er in kurzer Zeit ein Netz aus zwölf meteorologischen Stationen und weiteren Niederschlagsmessstellen. Als daraus 1891 die Meteorologische Landesanstalt Elsass-Lothringen entstand, wurde Hergesell deren Direktor.

### Meteorologische Landesanstalt Elsass-Lothringen
Hergesell erkannte früh, dass zum Verständnis des komplexen Wettergeschehens, Messwerte aus höheren Luftschichten gebraucht wurden. Er knüpfte deshalb Kontakte zur Straßburger Luftschifferabteilung, um bei Frei- und Fesselballonaufstiegen, Temperatur- und Luftfeuchtedaten zu erhalten. Neben dem preußischen Luftschiffer-Offizier und Fachschriftsteller Hermann Moedebeck war Hergesell prominent an der Gründung des Oberrheinischen Vereins für Luftschifffahrt am 24. Juli 1896 in Straßburg beteiligt, um nach dem Beispiel des Berliner Deutschen Vereins zur Förderung der Luftschifffahrt, der in dieser Zeit von Meteorologen wie Richard Aßmann, Victor Kremser und Arthur Berson dominiert wurde, wissenschaftliche Ballonfahrten durchführen zu können.
Im September 1896 regte er auf der allgemeinen Konferenz der Direktoren meteorologischer Institute in Paris die regelmäßige Durchführung internationaler simultaner Ballonaufstiege zur Erforschung der Atmosphäre an, wie sie Aßmann bereits 1893 und 1894 in kleinerem Umfang organisiert hatte. Die Konferenz setzte daraufhin die Internationale Kommission für wissenschaftliche Luftfahrt (später: Internationale Aeronautische Kommission) ein und bestimmte Hergesell zu deren Präsidenten. Schon für den 14. November 1896 organisierte er den ersten gleichzeitigen Aufstieg bemannter und unbemannter Ballons in sechs europäischen Städten. Es gelang ihm, ein abgestimmtes aerologisches Messnetz mit monatlich stattfindenden Simultanaufstiegen zu schaffen. Für den Sommer 1907 organisierte er unter Einbeziehung der kaiserlich-deutschen und der französischen Marine seegestützte Sondierungen von Spitzbergen über Island und die Azoren bis zu den Kanarischen Inseln, die durch gleichzeitige Messungen der italienischen Marine im Mittelmeer und der russischen im Schwarzen Meer und der Ostsee ergänzt wurden. Hergesell, den man wegen seiner Rührigkeit bald den „Hin- und Hergesell“ nannte, hatte die Position des Kommissionspräsidenten bis 1919 und noch einmal von 1927 bis 1935 inne. Anschließend wurde er zum Ehrenpräsidenten ernannt.
1904 gründete Hergesell gemeinsam mit Aßmann die in der Akademischen Verlagsgesellschaft Leipzig erscheinende Zeitschrift Beiträge zur Physik der freien Atmosphäre mit dem Untertitel „Zeitschrift für die Erforschung der höheren Luftschichten“. Mit einer Unterbrechung von 1946 bis 1956 erschien sie bis 1999.
Von 1904 bis 1909 unternahm Hergesell mit Unterstützung des Fürsten von Monaco von dessen Jacht Princesse Alice aus Drachen- und Ballonsondierungen im Mittelmeer und im Passatgebiet des Atlantischen Ozeans. Er konnte zeigen, dass es die von Léon-Philippe Teisserenc de Bort und Richard Aßmann 1902 über dem europäischen Kontinent gefundene Inversionsschicht auch über dem Ozean gibt. Ab 1906 setzte er seine Expeditionstätigkeit mit dem Fürsten von Monaco in den arktischen Gewässern bei Spitzbergen fort.
Enge freundschaftliche Kontakte pflegte Hergesell zu Ferdinand Graf von Zeppelin, den er langjährig in meteorologischen Fragen beriet. Schon 1900 führte er an Bord von Zeppelins Luftschraubenboot Württemberg auf dem Bodensee Aufstiege von Wetterdrachen durch, die 1902 und 1903 fortgesetzt wurden und ab 1908 mit dem Drachenboot Gna. An der berühmten „Schweizer Fahrt“ des Luftschiffs LZ 4 am 1. Juli 1908 nahm Hergesell als Passagier teil. Bereits 1907 erkannte er den wissenschaftlichen Wert von geographischen Forschungen vom Luftschiff aus und wurde darin auch von Fridtjof Nansen unterstützt. 1910 begleitete Hergesell Zeppelin auf dessen Studienfahrt nach Spitzbergen, die das Ziel hatte, die Möglichkeit des Einsatzes eines Luftschiffs in der Arktis zu prüfen.
Um die kontinuierliche Fortführung seiner von Schiffen aus vorgenommenen Sondierungen zu sichern, richtete Hergesell mehrfach bodengebundene Observatorien ein. 1908 entstand die meteorologische Drachenstation in Friedrichshafen am Bodensee, 1909 ein Bergobservatorium in 2200 Metern Höhe auf Teneriffa. 1911 wurde auf seine Anregung an der Adventbai die erste deutsche Forschungsstation auf Spitzbergen eingerichtet. Ein Jahr später gründete er das Geophysikalische Observatorium Ebeltofthafen an der Crossbai, das bis zum Ausbruch des Ersten Weltkriegs 1914 in Betrieb war.

### Aeronautisches Observatorium Lindenberg

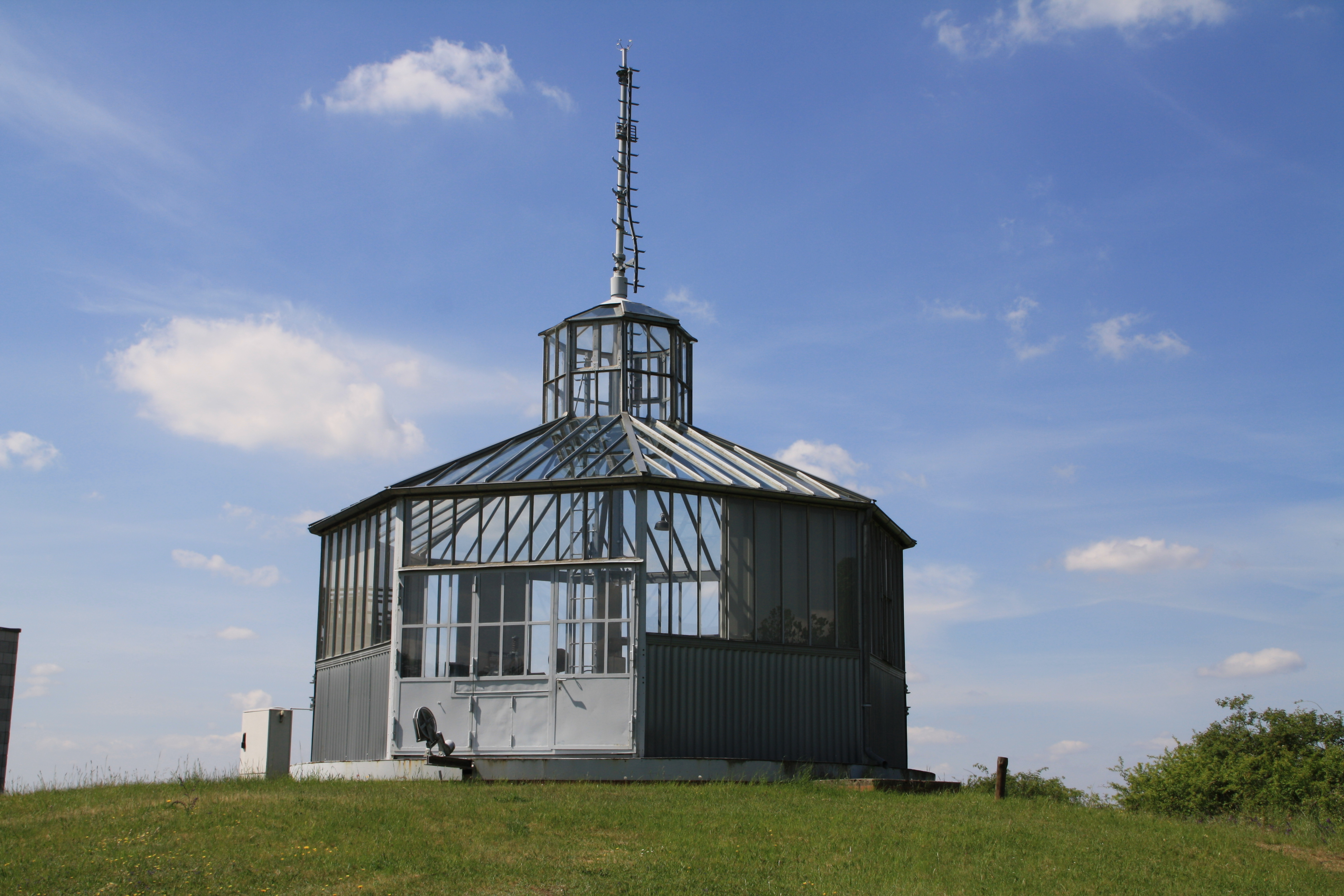
Historisches Windenhaus für Drachenaufstiege in Lindenberg

Am 1. April 1914 übernahm Hergesell in Nachfolge Aßmanns die Leitung des Aeronautischen Observatoriums Lindenberg bei Berlin. Nach Ausbruch des Ersten Weltkriegs wurde dieses vollständig in den Dienst des Militärs gestellt. Hergesell selbst war als Leiter des militärischen Wetterdienstes im Großen Hauptquartier tätig und richtete die Wetterbeobachtungsstationen an allen Fronten ein. 1915 reiste er mit Ludwig Weickmann nach Konstantinopel, um die Türkei beim Aufbau ihres ersten Wetterdienstes zu unterstützen. Auch unter den schwierigen Bedingungen des Krieges gelang es, den regelmäßigen Aufstiegsdienst in Lindenberg zu sichern. Nach Kriegsende nahm die Arbeit am Aeronautischen Observatorium unter Hergesells Leitung einen raschen Aufschwung. Auch die Drachensondierungen wurden wieder in vollem Umfang aufgenommen. Am 1. August 1919 konnte ein Gespann aus acht Drachen in die noch heute gültige Rekordhöhe von 9750 Metern gebracht werden.
Hergesell erkannte frühzeitig das Potential des Flugzeugs als Transportmittel für meteorologische Registriergeräte. Schon 1909 hatte er mit Orville Wright einen Flug im Wright Model A absolviert. 1913 ließ er seinen Mitarbeiter Kurt Wegener zum Piloten ausbilden. Als Hergesell 1921 in Berlin-Adlershof eine wissenschaftliche Flugstelle einrichtete, holte er Wegener, der inzwischen Abteilungsleiter an der Deutschen Seewarte in Hamburg war, nach Berlin, um diese zu leiten und auch selbst Wetterflüge durchzuführen. An der Flugstelle, die Ende 1922 nach Berlin-Staaken und 1927 nach Berlin-Tempelhof verlegt wurde, fanden bis 1931 1283 Flüge zur Erfassung aerologischer Messdaten statt. Mit einer Junkers A 20 wurden Höhen von bis zu 8500 Metern erreicht.
Als Friedrich Schmidt-Ott 1920 die Notgemeinschaft der deutschen Wissenschaft gründete, wurde Hergesell in den 11-köpfigen Hauptausschuss gewählt. In dieser Position förderte er zahlreiche Forschungsprojekte wie die Deutsche Atlantische Expedition mit dem Forschungsschiff Meteor von 1925 bis 1927 und die Grönlandexpedition Alfred Wegeners 1931/32. Er unterstützte auch neue Forschungsrichtungen wie die atmosphärische Strömungsforschung Ludwig Prandtls und die Untersuchung der Ausbreitung von Explosionswellen im Boden und in der Atmosphäre durch Emil Wiechert. Hergesell war Kurator des Kaiser-Wilhelm-Instituts für Strömungsforschung und Präsident der Direktorenkonferenz der deutschen meteorologischen Institute.
Am 31. März 1932 gab Hergesell die Leitung des Observatoriums in Lindenberg an Heinrich von Ficker ab. 1935 übergab er die Präsidentschaft der Internationalen Aeronautischen Kommission an Ludwig Weickmann. Hergesell starb am 6. Juni 1938 in Berlin. Er ist auf dem Parkfriedhof Lichterfelde bestattet.

### Privates
Hergesell war seit 1894 verheiratet mit Emilie Hergesell (1871–1941), geborene Wenz. Der Ehe entstammt ein Sohn.

## Leistung
Hergesell gehört zu den Begründern der Aerologie. Als Präsident der Internationalen Kommission für wissenschaftliche Luftfahrt organisierte er Simultansondierungen der Atmosphäre, die als Vorläufer des heutigen globalen Messnetzes angesehen werden können. Seine Expeditionen in die Passatregion und die Arktis trugen wesentlich zum Verständnis des atmosphärischen Geschehens in diesen Gebieten bei. Um eine permanente Beobachtung in diesen Regionen zu gewährleisten, gründete er Observatorien auf Teneriffa und Spitzbergen.

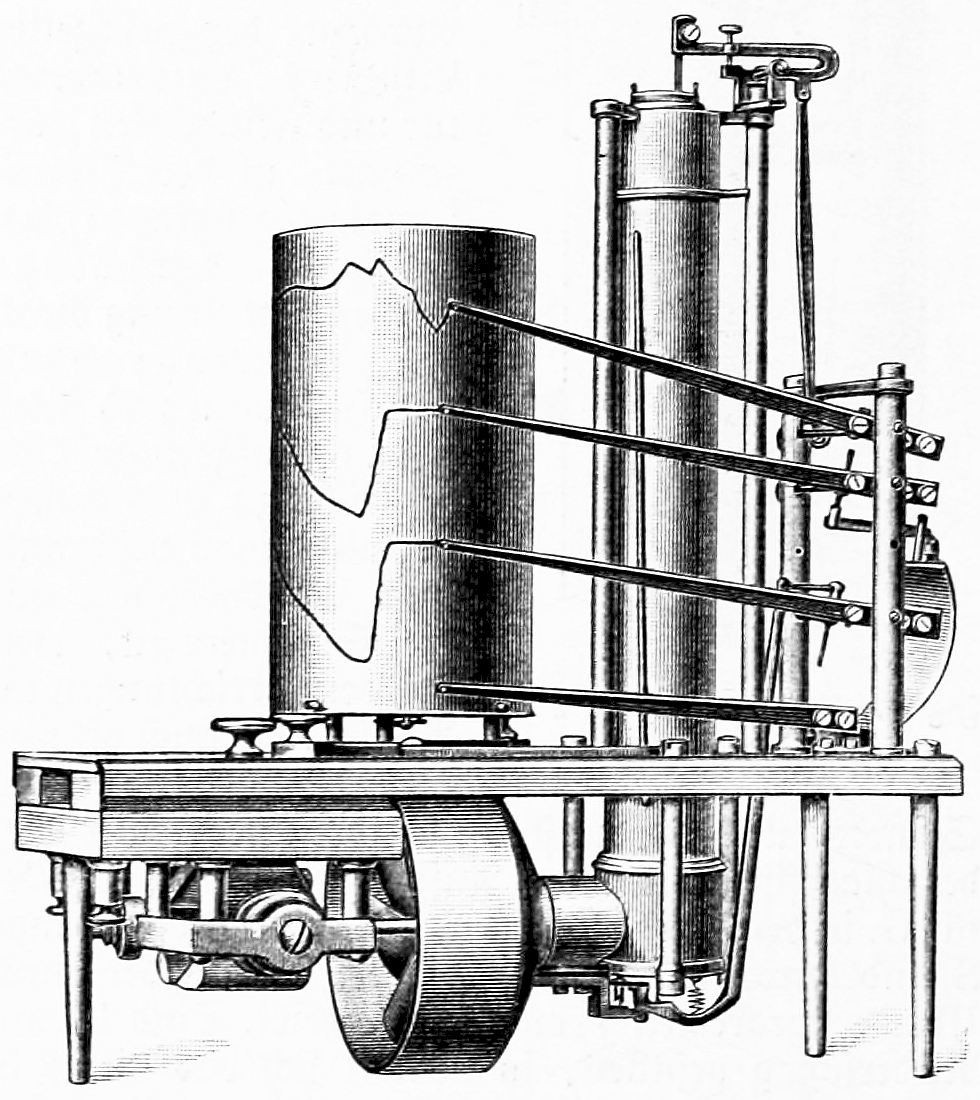
Baro-Thermo-Hygrograph Hergesell-Bosch

Hergesell erkannte die Wichtigkeit von präzise arbeitenden Messinstrumenten für die Ausstattung von Wetterballons und -drachen. Er leistete selbst wesentliche Beiträge zu deren Entwicklung. So konstruierte er ab 1896 leichte aspirierte Baro-Thermo-Hygrographen für die gleichzeitige Registrierung von Luftdruck, -temperatur und -feuchtigkeit für Wetterdrachen sowie für bemannte und unbemannte Ballons, die er in der Werkstätte für Präzisionsmechanik von J. & A. Bosch in Straßburg fertigen ließ. Speziell für Registrierballonsondierungen über dem Meer entwickelte er 1904 die Methode des Ballontandems, die die Chance, das registrierende Gerät wiederzufinden, drastisch erhöhte und rasch von anderen Aerologen übernommen wurde.
Bereits 1908 stellte Hergesell erste Versuche zur drahtlosen Übertragung der Messwerte eines Registrierballons zu einer Bodenstation an, scheiterte aber an den technischen Möglichkeiten der Zeit. Unter seinem Direktorat in Lindenberg wurde von Paul Duckert (1900–1966) in den späten 1920er Jahren die erste deutsche Radiosonde entwickelt, die am 22. Mai 1930 Temperaturmessungen aus Höhen bis zu 15.120 Metern zur Erde übertrug. Die Bezeichnung „Radiosonde“ geht auf Hergesell zurück.
Hergesell war zeitlebens ein Förderer der Luftfahrt. Schon vor 1900 hatte er die Arbeit des Grafen Zeppelin als meteorologischer Berater unterstützt. Als Direktor des Lindenberger Observatoriums baute er den schon von Aßmann eingerichteten Luftfahrer-Warndienst stark aus. Ab 1925 wurde stündlich der Höhenwetterdienst Lindenberg ausgestrahlt. Zwischen 1926 und 1933 wurden dazu drei 90 Meter hohe Sendemasten errichtet. Schon 1927 erreichte der Sender ganz Europa. Hergesell leitete den Flugwetterdienst bis 1932 persönlich.
Hergesell lieferte bedeutende Beiträge zur Theorie des Strahlungsgleichgewichts der Atmosphäre und zur Anwendbarkeit der hydrodynamischen Grundgleichungen in der Meteorologie.

## Auszeichnungen
Hugo Hergesell wurde für seine Verdienste mehrfach geehrt. Die Königlich Niederländische Akademie der Wissenschaften verlieh ihm 1913 die Buys-Ballot-Medaille, die nur einmal pro Dekade für herausragende Leistungen auf dem Gebiet der Meteorologie vergeben wird. 1928 erhielt er die Symons-Medaille der Royal Meteorological Society, deren Ehrenmitglied er war. Am 3. Oktober 1929 wurde er von der Deutschen Geophysikalischen Gesellschaft zu ihrem ersten Ehrenmitglied ernannt. Zu seinem 75. Geburtstag wurde er 1934 mit dem Adlerschild des Deutschen Reiches ausgezeichnet.
Auf Spitzbergen sind der Gletscher Hergesellbreen und die Bergkette Hergesellfjella nach ihm benannt.

## Schriften (Auswahl)
- Über die Änderung der Gleichgewichtsflächen der Erde durch die Bildung polarer Eismassen und die dadurch verursachten Schwankungen des Meeresniveaus, Dissertation, Straßburg 1887.
- Drachenaufstiege auf dem Bodensee. In: Beiträge zur Physik der freien Atmosphäre. Band 1, 1904, S. 1–34.
- Drachenaufstiege auf dem Mittelländischen Meer und auf dem Atlantischen Ozean. In: Meteorologische Zeitschrift. Band 22, 1905, S. 277–279.
- Die Erforschung der freien Atmosphäre in den Polargebieten. In: Meteorologische Zeitschrift. Band 24, 1907, S. 566–567.
- gemeinsam mit Konrad von Bassus und Hugo Eckener: Graf Zeppelins Fernfahrten: Schilderungen in Wort und Bild. Schreiber Verlag, Stuttgart 1908.
- gemeinsam mit Adolf Miethe (Hrsg.): Mit Zeppelin nach Spitzbergen. Bong, Berlin 1911.
- Die wissenschaftlichen Observatorien auf Teneriffa und in Spitzbergen. In: Meteorologische Zeitschrift. Bd. 28, 1911, S. 566–568.
- Das Deutsche Observatorium in Spitzbergen: Beobachtungen und Ergebnisse. Trübner Verlag Straßburg 1914.
- Die Strahlung der Atmosphäre unter Zugrundelegung von Lindenberger Temperatur- und Feuchtigkeitsmessungen. In: Die Arbeiten des Preußischen Aeronautischen Observatoriums. Band 13, 1919.
- Ergebnisse der Aerologischen Tagung vom 3.–6. Juli 1921 im Preußischen Aeronautischen Observatorium Lindenberg. Verlag Keim & Nemnich, Leipzig, München 1922.
- gemeinsam mit Paul Duckert: Sprengungen zu Forschungszwecken: Ergebnisse der vom 1. April 1923 bis zum 30. Sept. 1926 an verschiedenen Orten Deutschlands ausgeführten Versuche. Vieweg, Braunschweig 1927.
- Die Arbeiten der Kommission zur Erforschung der Schallausbreitung in der Atmosphäre vom Mai 1923 bis Ende 1926. Lindenberg 1927.